# نارداران، سیاه‌زن
نارداران (به ترکی آذربایجانی: Nardaran) یک منطقهٔ مسکونی در جمهوری آذربایجان است که در شهرستان سیاه‌زن واقع شده‌است.